# Metroid
Metroid (メトロイド Metoroido?) este primul joc video din seria de jocuri video Metroid. A fost lansat pentru Famicom Disk System și pentru Nintendo Entertainment System în August 1987.